# Dennis Liwewe
Dennis Liwewe (22 de mayo de 1936[cita requerida] - 22 de abril de 2014) fue un jugador de fútbol de Zambia más conocido como un comentarista de fútbol. Murió el 22 de abril de 2014.

## Biografía
Liwewe nació en 1936 en el lago Malawi en Makuzi en lo que entonces era Nyasalandia (hoy Malawi). Incluso en su juventud, la familia se trasladó a Rhodesia del Sur, hoy Zimbabue, y Dennis visitó la Escuela Secundaria Dadaya. Durante este tiempo él jugó al fútbol activamente y comenzó su profesión después de su escuela secundaria y un grado de enseñanza en la Formación de Profesores de la universidad de Dadaya.
A partir de abril de 2014 llegó con problemas del hígado al Hospital General Levy Mwanawasa en Lusaka, donde murió el 22 de abril de 2014 a consecuencia de la insuficiencia hepática, a la edad de 78 años.
Liwewe estaba casado y tenía cuatro hijos.